# Franklin Park (Florida)
Franklin Park ist ein census-designated place (CDP) im Broward County im US-Bundesstaat Florida. Das U.S. Census Bureau hat bei der Volkszählung 2020 eine Einwohnerzahl von 1.025 ermittelt.

## Geographie
Franklin Park grenzt direkt an die Stadt Fort Lauderdale.

## Demographische Daten
Laut der Volkszählung 2010 verteilten sich die damaligen 860 Einwohner auf 353 Haushalte. Die Bevölkerungsdichte lag bei 4300,0 Einw./km². 0,5 % der Bevölkerung bezeichneten sich als Weiße, 97,9 % als Afroamerikaner, 0,1 % als Indianer und 0,1 % als Asian Americans. 0,1 % gaben die Angehörigkeit zu einer anderen Ethnie und 1,3 % zu mehreren Ethnien an. 1,0 % der Bevölkerung bestand aus Hispanics oder Latinos.
Im Jahr 2010 lebten in 48,8 % aller Haushalte Kinder unter 18 Jahren sowie 11,8 % aller Haushalte Personen mit mindestens 65 Jahren. 71,4 % der Haushalte waren Familienhaushalte (bestehend aus verheirateten Paaren mit oder ohne Nachkommen bzw. einem Elternteil mit Nachkomme). Die durchschnittliche Größe eines Haushalts lag bei 3,00 Personen und die durchschnittliche Familiengröße bei 3,56 Personen.
40,0 % der Bevölkerung waren jünger als 20 Jahre, 27,3 % waren 20 bis 39 Jahre alt, 24,4 % waren 40 bis 59 Jahre alt und 8,4 % waren mindestens 60 Jahre alt. Das mittlere Alter betrug 26 Jahre. 46,5 % der Bevölkerung waren männlich und 53,5 % weiblich.
Das durchschnittliche Jahreseinkommen lag bei 23.214 $, dabei lebten 51,0 % der Bevölkerung unter der Armutsgrenze.
Im Jahr 2000 war Englisch die Muttersprache von 97,37 % der Bevölkerung und Spanisch sprachen 2,62 %.

## Verkehr
Der CDP wird von der Florida State Road 838 tangiert. Der Flughafen Fort Lauderdale befindet sich etwa 7 km entfernt.